# Ole Bremseth
Ole Bremseth (né le 2 janvier 1961) est un sauteur à ski norvégien.

## Palmarès

### Championnats du monde
| Épreuve / Édition | Épreuve / Édition | Oslo 1982 |
| Petit Tremplin    | Petit Tremplin    | Or        |
| Grand Tremplin    | Grand Tremplin    | 5e        |
| Par Equipes       | Par Equipes       | Bronze    |

### Coupe du monde
- Meilleur classement final: 5e en 1982.
- 6 victoires.

#### Saison par saison
| Année | Lieu                                                                           |
| 1982  | Lahti x2 (Finlande), Štrbské Pleso x2 (Tchécoslovaquie), Planica x2 (Slovénie) |